# Тымбарк (гмина)
Тымбарк (пол. Tymbark) — сельская гмина (волость) в Польше, входит как административная единица в Лимановский повет, Малопольское воеводство. Население — 6192 человека (на 2004 год).

## Демография
| Перепись                       | Всего   | Всего | Женщины | Женщины | Мужчины | Мужчины |
| ------------------------------ | ------- | ----- | ------- | ------- | ------- | ------- |
| Единицы                        | человек | %     | человек | %       | человек | %       |
| Население                      | 6192    | 100   | 3123    | 50,4    | 3069    | 49,6    |
| Плотность населения (чел./км²) | 189,4   | 189,4 | 95,5    | 95,5    | 93,9    | 93,9    |

## Соседние гмины
1. Гмина Добра
2. Гмина Йодловник
3. Гмина Лиманова
4. Лиманова
5. Гмина Слопнице